# Johannes Fottner
Johannes Leonhard Theodor Fottner (* 15. April 1971 in München) ist ein deutscher Ingenieurwissenschaftler. Er ist Universitätsprofessor für Technische Logistik an der TU München.

## Leben
Johannes Fottner wuchs als jüngstes von drei Kindern von Helma (geb. Klotz, * 1940) und Leonhard Fottner (1938–2002) in Dachau auf, wo er 1990 das Abitur abgelegt hat. Er studierte Maschinenbau an der Technische Universität München. Nach der Promotion 2002 am dortigen Lehrstuhl für Fördertechnik Materialfluss Logistik arbeitete er als Hauptabteilungsleiter Technologiezentrum der Telelift GmbH, später als Leiter der Business Unit AGV (Fahrerlose Transportsysteme) bei der Schweizer Swisslog Gruppe. Von 2008 bis 2016 war er Geschäftsführer der Münchner MIAS Group, die 2015 von der Jungheinrich AG übernommen wurde. 2016 erhielt Johannes Fottner einen Ruf als Professor Logistics Engineering und Ordinarius des Lehrstuhls für Fördertechnik Materialfluss Logistik von der Technischen Universität München. Zum Oktober 2016 folgte er diesem Ruf an den Lehrstuhl fml als Nachfolger von Willibald A. Günthner. Johannes Fottner bringt sein Wissen im Rahmen von einigen Beirats- und Verwaltungsratsmandaten regelmäßig bei Unternehmen ein.
Seit der Gründung der TUM School of Engineering and Design ist er in dieser Vice-Dean Diversity & Talent Management. Des Weiteren ist er Zweitmitglied der TUM School of Management.
Sein Großonkel war der deutsche General Achim Oster.

## Wissenschaftliche Arbeit
Die Forschung am Lehrstuhl von Fottner fokussiert zahlreiche Schwerpunkte der Technischen Logistik, beispielsweise autonome Systeme, Transport- und Pickrobotik, die Steuerung und Optimierung von Materialflussprozessen, die Weiterentwicklung der Logistikplanung auf Basis digitaler Werkzeuge sowie die Rolle des Menschen in der Logistik. Besonderen Wert legt Johannes Fottner auf den Praxistransfer der wissenschaftlich erarbeiteten Ergebnisse, auch an kleine und mittlere Unternehmen (KMU). Dazu führt er das Logistik-Innovationszentrum (liz) und das RFID-Anwenderzentrum München (RFID-AZM) an der TU München. 2021 erhielt Fottner gemeinsam mit Magnus Fröhling den TUM Sustainability Award „für ihr herausragendes Engagement im Aufbau des interdisziplinären Forschungsverbundes CirculaTUM und ihre damit verbundene Forschung zur Umstellung auf eine ressourcenschonende Kreislaufwirtschaft“.
In der Mitgliederversammlung der acatech im Oktober 2023 wurde Johannes Fottner mit sofortiger Wirkung als Neumitglied der acatech – Die deutsche Akademie der Technikwissenschaften e.V. zugewählt.

## Publikationen (Auswahl)
- Buch: mit C. Muchna, H. Brandenburg, J. Gutermuth: Grundlagen der Logistik, Springer Gabler, 2018, ISBN 978-3-658-18592-3
- Buch: mit S. Galka, S. Habenicht, E. Klenk, I. Meinhardt, T. Schmidt: Planung von innerbetrieblichen Transportsystemen, Springer Gabler, 2022, ISBN 978-3-662-63972-6
- mit Kohl, M.: Competency Management in Automotive Logistics: Current Applications and Relevance for Digitalization 2022 11th International Conference on Industrial Technology and Management (ICITM), IEEE, 2022 Oxford
- mit Bortolamasi, M.: Design and Sizing of Screw Feeders Partec 2001.
- mit Kohl, M.; Habl, A.; Kallali, K.; Puff, J.; Oger, R.; Lauras, M.; Li, J.: Managing supply chains during the Covid-19 crisis: synthesis of academic and practitioner visions and recommendations for the future. The International Journal of Logistics Management (ahead-of-print), 2022